# Śmierć świętego Franciszka Ksawerego

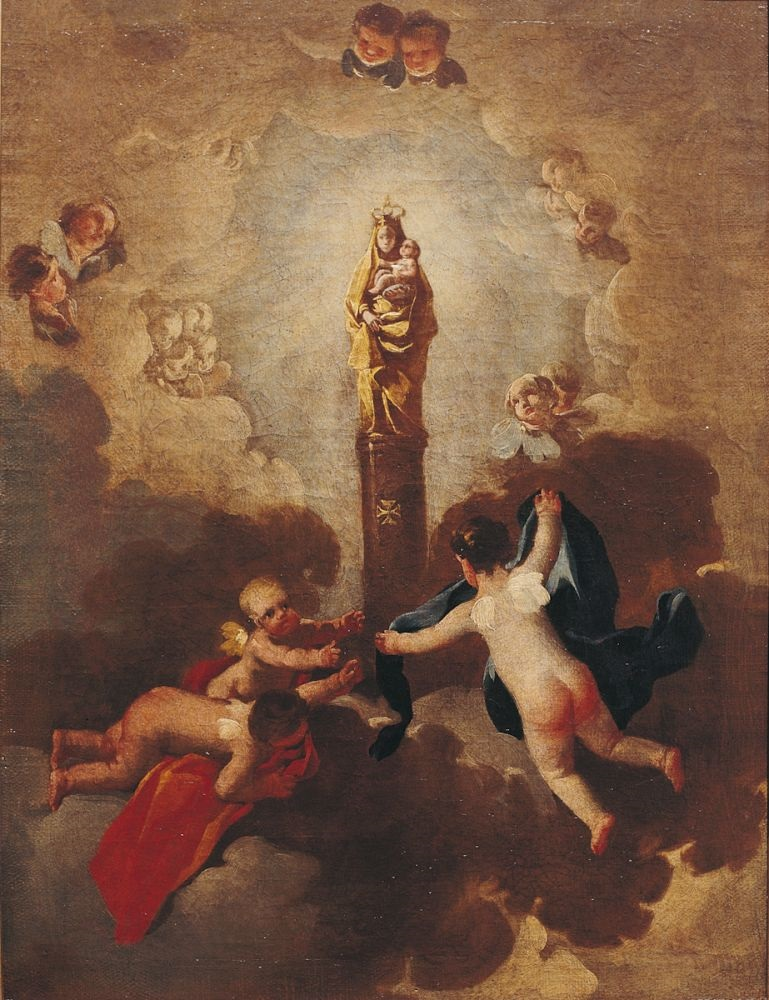
Matka Boża z Pilar (1771–1774)

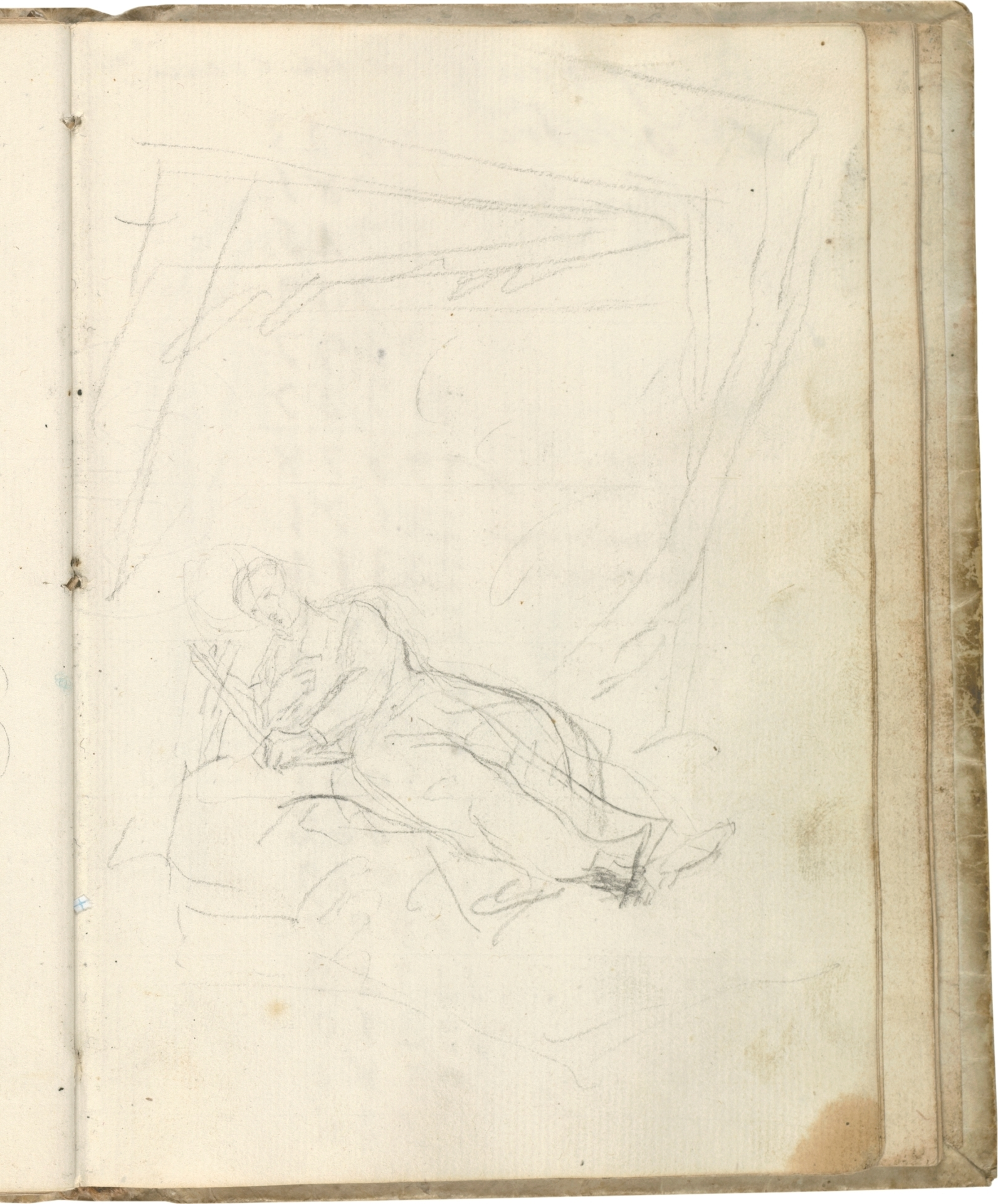
Szkic przygotowawczy we włoskim szkicowniku Goi, strona 135

Śmierć świętego Franciszka Ksawerego (hiszp. Muerte de san Francisco Javier lub Muerte de san Antonio Abad) – obraz olejny hiszpańskiego malarza Francisca Goi (1746–1828). Dzieło o tematyce religijnej stanowi parę z Matką Bożą z Pilar. Oba obrazy o niewielkich rozmiarach Goya namalował dla swojej rodziny.

## Okoliczności powstania
Śmierć Franciszka Ksawerego oraz Matka Boża z Pilar powstały w tym samym czasie, świadczą o tym m.in. rysunki przygotowawcze na sąsiednich stronach we włoskim szkicowniku Goi. Malarz namalował je dla swoich rodziców po powrocie z Włoch. Kult św. Franciszka Ksawerego miał szczególne znaczenie dla krewnych malarza, był kontynuowany mimo wygnania jezuitów z Hiszpanii w 1767. Potwierdza to częste nadawanie imion Francisco i Francisca w jego rodzinie. Goya został ochrzczony jako Francisco José (Franciszek Józef), sam również kontynuował tradycję, nadając swojemu synowi imiona Francisco Javier (Franciszek Ksawery).
Malarz dokonał niewielkich zmian w stosunku do pierwotnego szkicu, święty na obrazie spogląda ku niebu, podczas gdy na rysunku leży na boku a jego oczy wpatrzone są w krucyfiks. Obecność szkiców przygotowawczych ułatwiła atrybucję dzieła. Radiografia obrazu wykazała, że Goya zamalował XVIII-wieczne płótno z podobizną św. Katarzyny Aleksandryjskiej niosącej miecz i palmę męczeństwa.

## Opis obrazu
Obraz o tematyce religijnej przedstawia ostatnie chwile św. Franciszka Ksawerego. Franciszek był jezuitą, jednym z pierwszych uczniów św. Ignacego Loyoli. Był misjonarzem Towarzystwa Jezusowego w krajach Orientu; od 1541 podróżował i nauczał w Indiach i Japonii, próbował także dotrzeć do Chin. W 1552 zszedł z pokładu portugalskiego statku na wyspę Shangchuan, u wybrzeży Chin, gdzie ciężko chory zmarł. Według przekazów porzucony na wybrzeżu przez dwanaście dni samotnie zmagał się z gorączką. Został pochowany w Goa, w kościele jezuickim.
Święty spoczywa pod prowizoryczną osłoną z liści palmowych, w tle widać ocean i oddalające się statki. Ma na sobie ciemny habit jezuitów i mucet pielgrzyma z muszlą św. Jakuba i czerwonym krabem. Według legendy krab odzyskał z dna morza upuszczony przez świętego krucyfiks, przez co stał się jednym z jego atrybutów. Za świętym leży pastorał, a nad nim czuwają anioły. Jezuita umiera samotnie, z oczyma zwróconymi ku niebu, trzymając drewniany krucyfiks ofiarowany mu przez Loyolę na misje.
Kompozycja dzieli się na dwie płaszczyzny – boską i ziemską, podział zaznaczają szerokie plamy kolorów w obrębie zrównoważonej kombinacji chromatycznej. Ciało świętego jest namalowane w sposób schematyczny, podczas gdy twarz, dłonie i stopy oddano ze szczególną uwagą. Głowa i ręce są oświetlone, wydaje się, że światło bije od świętego i w jego blasku odcina się kontur krzyża. Malarz delikatną białą linią podkreśla krawędzi krucyfiksu, definiując oświetloną stronę, podczas gdy ta widoczna dla widza pozostaje w cieniu. Ekspresję osiąga dzięki szczegółowemu kształtowaniu rąk mocno trzymających krucyfiks i twarzy, naznaczonej chorobą, ale pogodnej i oczekującej. Statki widoczne w tle nawiązują do misjonarskiej pracy świętego podróżującego w dalekie strony.
Anioły nad świętym zostały namalowane bez dbałości o szczegóły, Goya stosuje szybkie i energiczne pociągnięcia pędzlem. Ciekawy jest efekt światła w chmurach, gdzie delikatnie odsłania się czerwonawy podkład płótna, w harmonii z zaróżowionym kolorem ciała aniołów. Stosowany z powodzeniem światłocień nadaje kompozycji głębi.

## Ikonografia
Jest to tradycyjna ikonografia wykorzystywana przez wcześniejszych artystów. Znany jest m.in. powstały w latach 1674–1679 obraz ołtarzowy Carla Maratti w kościele Najświętszego Imienia Jezus w Rzymie i rycina Nicolasa Le Sueur na podstawie rysunku Ludovica Gimignaniego wydana w Paryżu w 1729. Rysunek Niccolò Bertuzzi z ok. 1750 znajdował się w Szkole Rysunku w Saragossie, przekształconej później w Akademię św. Łukasza.

## Proweniencja
Śmierć Franciszka Ksawerego oraz Matka Boża z Pilar należały do rodziny malarza. Odziedziczyła je Manuela (lub Francisca) Lucientes, potomkini wuja malarza, brata jego matki, Miguela Lucientes. W 1925 spadkobierczyni zaproponowała obrazy Akademii Sztuk Pięknych św. Łukasza w Saragossie. W 1926 poprzez akademię nabyło je Museo de Zaragoza, za cenę 6000 peset. Święty Franciszek został włączony do zbiorów błędnie zidentyfikowany jako św. Jakub Apostoł, patron pielgrzymów. Pomyłka ikonograficzna była prawdopodobnie spowodowana obecnością atrybutów pielgrzyma, podczas gdy pejzaż morski pomylono z wybrzeżem hiszpańskiej Galicji. Tytuł obrazu poprawiono w 1976.